# Maczuga Herkulesa
Maczuga Herkulesa, česky Herkulův palcát nebo Herkulův kyj, je vápencová skalní věž nacházející se ve vesnici Pieskowa Skała, pod hradem Pieskowa Skała nad řekou Prądnik ve gmině Sułoszowa v okrese Krakov v Malopolském vojvodství v jižním Polsku. Společně s dalšími skalami a krasovými útvary leží v Ojcowském národním parku na vysočině Wyżyna Olkuska patřící do geomorfologické oblasti Krakovsko-čenstochovská jura (Wyżyna Krakowsko-Częstochowska). Maczuga Herkulesa je součástí terasy skály Fortepian na které stojí také hrad Pieskowa Skała. Skála vznikla krasovými jevy a erozí, vypreparováním z okolních méně odolných vrstev vápencových pozůstatků pravěkého moře. Název byl vytvořen ve spojitosti s mytickým hrdinou Herkulem.

## Další informace
V minulosti se na Maczugu Herkulesa lezlo, avšak v současnosti je horolezectví na této skále zakázané. Ke skále, která byla v minulosti známá pod několika jmény, se také vztahují místní legendy a pověsti o drakovi, nespravedlivém odsouzení, čaroději, ďáblovi apod.
Východně od Maczugy Herkulesa jsou další tři skály Skała Mickiewicza, Skała Chopina a Napoleon.

## Galerie

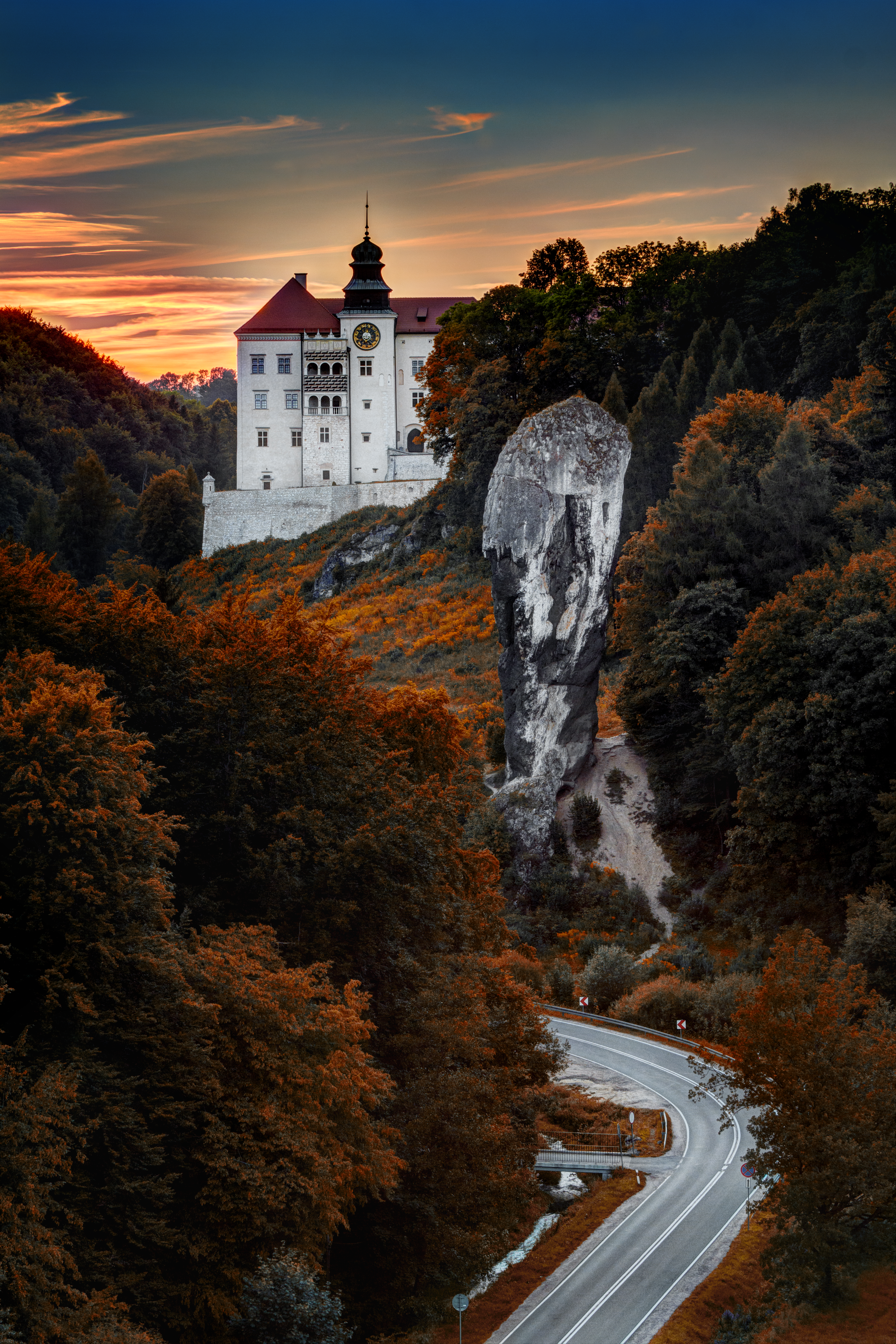
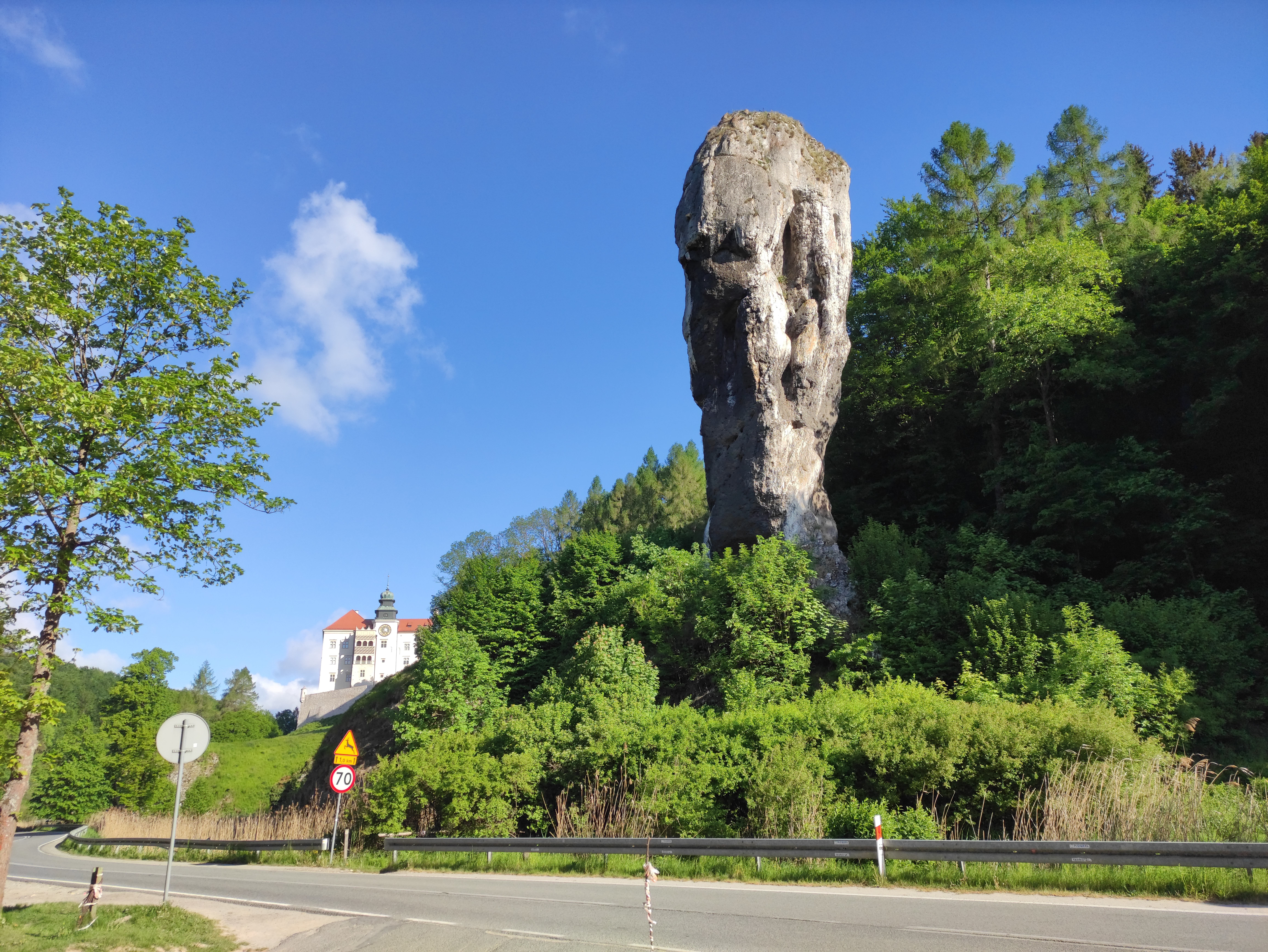
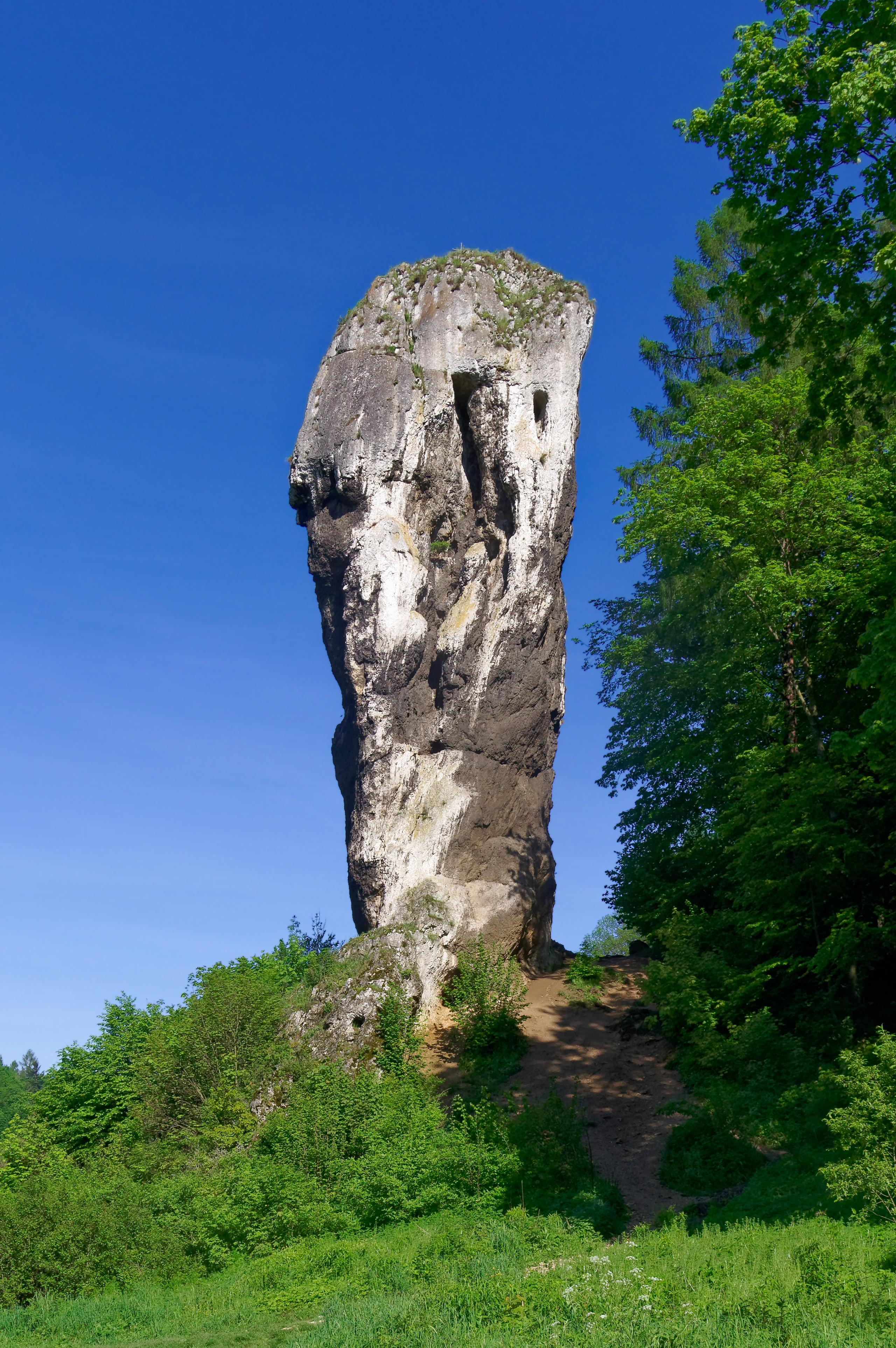
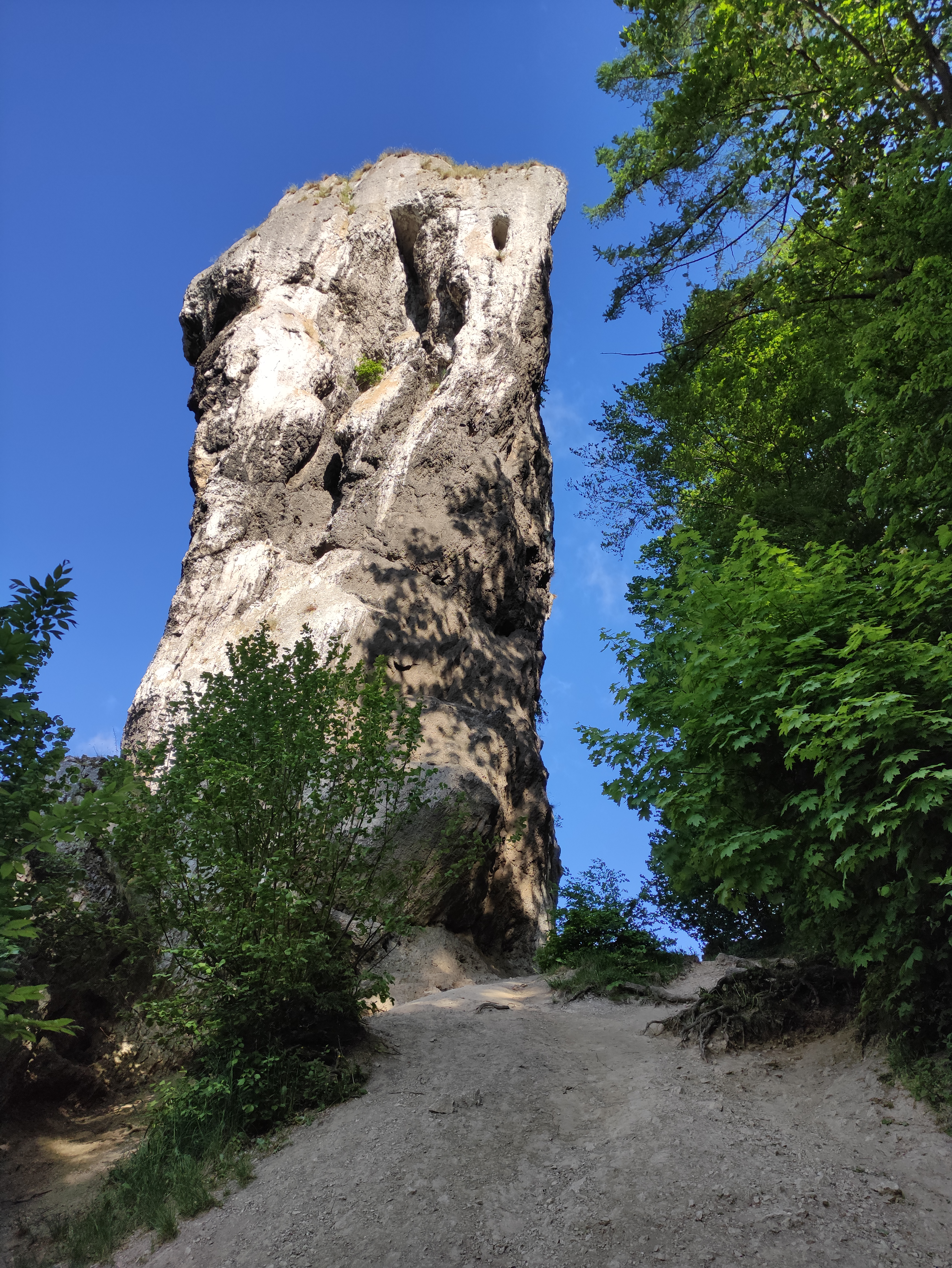